# Eupalamides guyanensis
Eupalamides guyanensis is een vlinder uit de familie Castniidae. De wetenschappelijke naam van de soort is in 1917, als Castnia guyanensis, door Constant Vincent Houlbert gepubliceerd.
De soort komt voor in het Neotropisch gebied. De rupsen leven op de kokospalm (Cocos nucifera).

## Synoniemen
- Eupalamides grandis Jordan, 1917
- Castnia amazonica Moss, 1945 non Castnia amazonica Strand, 1913